# Charles Simmons
Charles Simmons (24. december 1885 i London – 15. februar 1945) var en britisk gymnast som deltog under OL 1912 i Stockholm. 
Simmons vandt en bronzemedalje i gymnastik under OL 1912 i Stockholm. Han var med på det britiske hold som kom på en tredjeplads i holdkonkurrencen i multikamp efter Italien og Ungarn. Der var fem hold fra fem lande som var med i konkurrencen, som blev afholdt på Stockholms Stadion. Der var mellem 16 og 40 deltagere på hvert hold. 